# Zygothrica dispar
Zygothrica dispar är en tvåvingeart som först beskrevs av Christian Rudolph Wilhelm Wiedemann 1830.  Zygothrica dispar ingår i släktet Zygothrica och familjen daggflugor. Inga underarter finns listade i Catalogue of Life.